# Lumban Sinaga
Lumban Sinaga is een bestuurslaag in het regentschap Tapanuli Utara van de provincie Noord-Sumatra, Indonesië. Lumban Sinaga telt 1234 inwoners (volkstelling 2010).